# تارف أحمد
تارف أحمد (8 فبراير 1985 بكلكتا في الهند - ) هو لاعب كرة قدم هندي في مركز الهجوم. شارك مع منتخب الهند لكرة القدم. أما مع النوادي، فقد لعب مع ONGC FC ‏.